# قطعة دجاج مقلية
قطعة دجاج مقلية (بالكورية: 닭강정) هو مسلسل ويب غموض، كوميدي كوري جنوبي، من بطولة ريو سونغ ريونغ ، آهن جاي هونغ وكيم يو جونغ. مبني على الويبتون الذي يحمل نفس الاسم، يحكي قصة غامضة خيالية كوميدية، حول كفاح أب لاستعادة ابنته التي دخلت إلى آلة غامضة وتحولت إلى قطعة دجاج، صدر على منصة نتفليكس في 15 مارس 2024.

## القصة
تدخل شابة آلة غريبة وتتحول فيها إلى قطعة دجاج مقلية، وحينها ينطلق والدها وشخص معجب بها في مهمة هزلية لإعادتها إلى طبيعتها مرة أخرى.

## الإصدار
وفي مقابلة، قال المخرج لي بيونغ-هون: «لقد انتهينا مؤخرًا من تصوير المسلسل وسيتم إصداره على نتفليكس في أقرب وقت في نهاية عام 2023، أو أوائل العام المقبل على أبعد تقدير».

## روابط خارجية
- قطعة دجاج مقلية على موقع IMDb (الإنجليزية)
- قطعة دجاج مقلية على موقع روتن توميتوز (الإنجليزية)
- قطعة دجاج مقلية على موقع نتفليكس (الإنجليزية)
- قطعة دجاج مقلية على موقع فيلمافينيتي (الإسبانية)
- قطعة دجاج مقلية على موقع قاعدة بيانات الفيلم (الإنجليزية)
- قطعة دجاج مقلية على هانسينما